# Neuroxena sulphureovitta
Neuroxena sulphureovitta är en fjärilsart som beskrevs av Embrik Strand 1909. Neuroxena sulphureovitta ingår i släktet Neuroxena och familjen björnspinnare. Inga underarter finns listade i Catalogue of Life.